# A139高速公路
A139高速公路是法国的一条高速公路，始于Oissel，终于Couronne，与A13高速相连。A139南北走向，于1970年建成通车。A139经过巴黎等地，高峰期A139-A13交汇路段常发生拥堵。